# Kathleen M. Blee
Pour les articles homonymes, voir Blee.
Kathleen M. Blee (née en 1953) est professeur de sociologie et doyenne Bettye J. et Ralph E. Bailey de la Kenneth P. Dietrich School of Arts and Sciences et du College of General Studies de l'Université de Pittsburgh.

## Biographie
En 1974, Kathleen M. Blee obtient un baccalauréat en sociologie avec la plus haute distinction de l'Université de l'Indiana et une maîtrise en 1976, ainsi qu'un doctorat en 1982, tous deux en sociologie, de l'Université du Wisconsin-Madison.
Avant d'occuper un poste à l'Université de Pittsburgh en 1996, elle enseigne la sociologie à l'Université du Kentucky .
Ses domaines d'intérêt incluent le genre, la race et le racisme, les mouvements sociaux et la sociologie de l'espace et du lieu. Les intérêts particuliers incluent la façon dont le genre influence les mouvements racistes, y compris le travail sur les femmes dans le Ku Klux Klan dans les années 1920.

## Publications sélectionnées
- Inside Organized Racism: Women and Men in the Hate Movement (2002, University of California Press)
- Feminism and Antiracism: Transnational Struggles for Justice (2001, New York University Press, édité avec France Winddance Twine )
- The Road to Poverty: The Making of Wealth and Hardship in Appalachia (2000, Cambridge University Press, écrit avec Dwight Billings
- No Middle Ground: Women & Radical Protest (1998, New York University Press, éditeur)
- Femmes du Klan : Racisme et genre dans les années 1920 (1991, New York University Press)